# Kvinnherads kommun
Kvinnherads kommun (norska: Kvinnherad kommune) är en kommun som ligger i landskapet Sunnhordland i Vestland fylke i västra Norge. Huvuddelen av kommunen ligger på sydöstsidan av Hardangerfjorden och på den sydvästliga delen av Folgefonnhalvøya. Endast en mindre del av kommunen, socknarna Ølve och Hatlestrand, ligger på västsidan av Hardangerfjorden. Kommunen omfattar flera större och mindre öar, däribland Varaldsøy i norr och Halsnøy, Fjelbergøy och Borgundøy i söder.
Kommunen är, med sina 13 269 invånare 2012, befolkningsmässigt den näst största kommunen i hela Sunnhordland.
Den största tätorten är Husnes som är centralorten för industri, handel och utbildning i kommunen. Här finns flera stora företag som har kontor här, ett större köpcentrum och Kvinnherads gymnasiet. Husnes Båthamn har under flera år korats till den mest populära hamnen i Norge.
Kommunens centralort är tätorten Rosendal som är ett känt och populärt turistmål. De största attraktionerna här är Baroniet Rosendal som idag är museum och den storslagna naturen med höga fjäll.
Halsnøy är en särskild del av kommunen. Den mest betydelsefulla tätorten är Sæbøvik, som med sevärdheter som ruinerna av Halsnøy kloster är ett känt turistmål. Här ligger även Sunnhordland folkehögskola.

## Historia

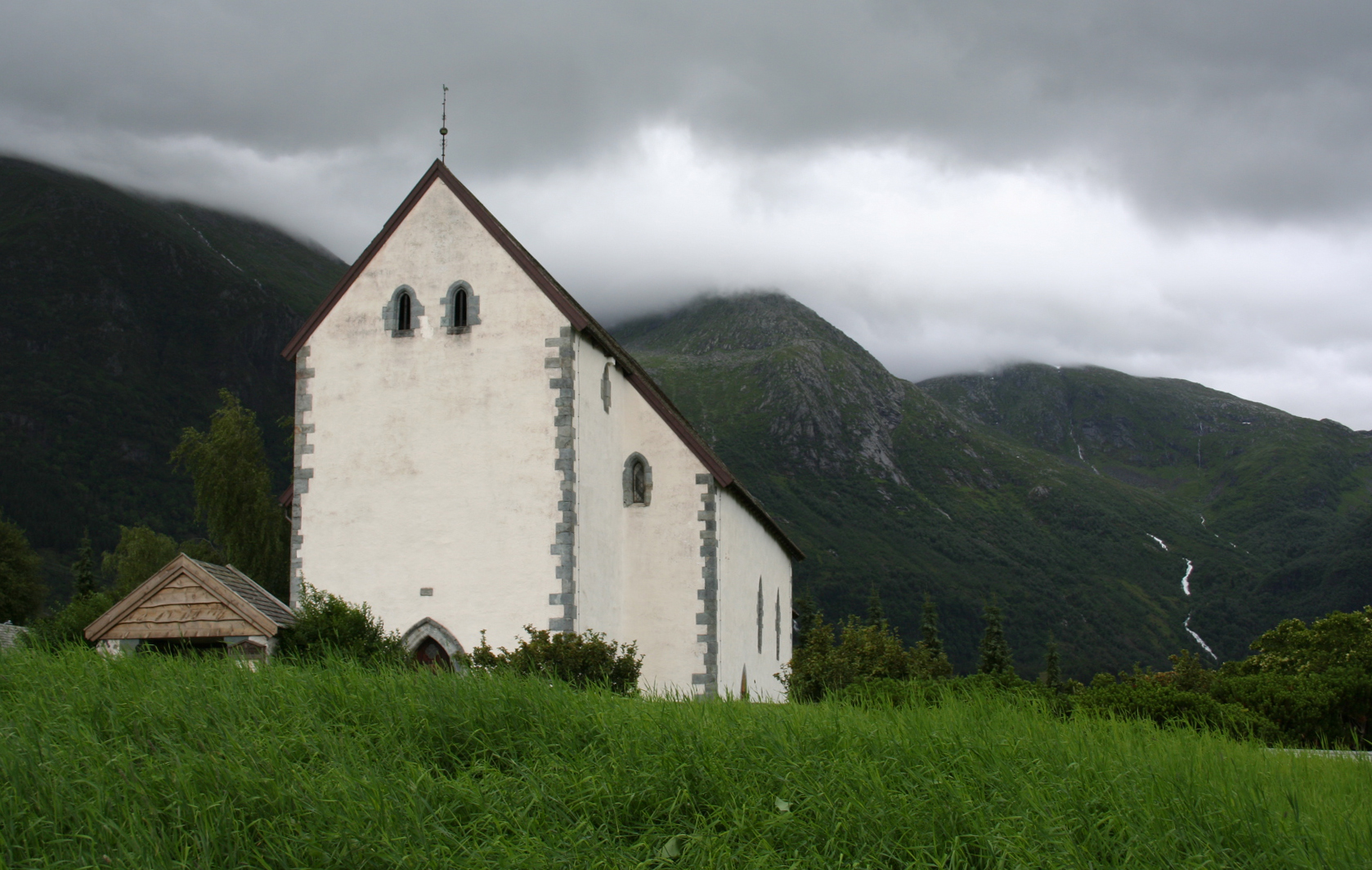
Kvinnherad kyrka i Rosendal, byggd ca år 1250.

Ut mot fjorden och sjöfarlederna ligger det många Gravrösen från bronsåldern (1500-500 f.Kr.). Det visar ett väl organiserat samhälle med mäktiga män och kvinnor. Gravrösena kan vara upp till 20 meter på bredden och 3 meter höga. Här finns den största samlade förekomsten av gravrösen i hela Norge.
I området har man även funnit stora samlingar av klippmålningar från bronsåldern. Motiven i hällristningarna är oftast människor, djur och skepp och är målade med en rödbrun, gulaktig och svart färg. Den finns stora gravhögar från järnåldern. De är belägna längre inåt landet än gravrösena från bronsåldern, som ligger vid fjordarnas kust.
Ett av de mest intressanta båtfynden i Nordeuropa gjordes i Toftevågen på Halsnøy 1896. Fyndet gjordes i en myr och man fann rester av en träbåt som var utrustat med en årtull. Halsnøybåten är daterat till 450 e.Kr och är en viktig länk i utvecklingen till senare vikingaskepp. Många detaljer var mycket välbevarade, till och med det minsta yxhugg, vilket visade på ett högt utvecklat hantverk. Resterna av båten finns på Bergen Sjøfartsmuseum.
Ett av de viktigaste förhistoriska fynden i Kvinnherad var den så kallade vikingaskatten på Hatteberg. Den upptäcktes 1932 och bestod av en stor halsring av silver, en armring av guld och en nål av silver. Sakerna var mycket detaljerade, särskilt nålen som visar tecken på irländsk smideskonst. Hela fyndet är 105 gram guld och 600 gram silver och fyndet är daterat till 900-talet.
Ett fascinerande minnesmärke från medeltiden är Halsnøy kloster som uppfördes 1164 på order av Erling Skakke från Etne. Klostret ägde stora jordegendomar och handlade med utlandet. Runt 1350 var det ett av Norges rikaste kloster. Idag är ruinerna efter klostret museum. Andra viktiga minnesmärken från medeltiden är Ænes kyrka och Kvinnherad kyrka i Rosendal. Bägge är byggda i sten. Altartavlan i Holmedals kyrka visar en mycket vacker kyrkokonst och är daterad till slutet av 1400-talet och tillskrivs den kände nordtyske konstnären Bernt Notke.
Baroniet Rosendal är Norges äldsta baroni och upprättades på gården Hatteberg 1678 åt den danske adelsmannen Ludvig Ronsenkrantz och hans norska fru Karan Mowatt. Själva slottet byggdes under 1660-talet. Baroniet, som senare gjordes om till ett stamhus, ägde liksom klostret mycket mark och runt 1870 hade det den största jordegendomen i Norge. Större delen av marken har idag sålts och baroniet och parken runt om har blivit museum med Oslo universitet som ägare.
Under andra hälften av 1800-talet växte Sunde fram som en av de främsta industri- och kommunikationscentralerna i Sunnhordland. Här växte många industrier med anknytning till skeppsbygge och fiske upp. Förhållandena för arbetarna i fabrikerna var dåliga och 1936 genomfördes en stor strejk bland arbetena på Sunde Jern-, Træ- och Metalarbeiderforening för bättre löner och arbetsförhållanden. Även arbetare från andra fabriker deltog i strejken.

## Etymologi
Berättelsen om kommunens namn börjar i berättelsen Halvs saga och halvsrekkene som skrevs på 1300-talet. Alrek blev dödad i en strid mot Josur från Rogaland. Många år senare dödades Josur och alla hans män av Alreks son Vikar Haraldsson och eftersom endast kvinnorna var kvar, kallades platsen senare för Kvinnherad (Kvennaherað) i betydelsen "Kvinnors hundra".
Det traditionella uttalet på kommunen var Kvi`dnhera. Under tidens lopp har kommunen namn haft flera olika stavningar: Kvennaherað (1000), Kvinnaherad (1366), Kwinherad (1400), Kuinherad (1405), Kuinhærad (1449), Qvinnaherred Skiprede (1453), Quinneheredh (1540) och Quinnherrit (1570).
Namnet Kvinnherad består av två ord, där den första delen är den mest intressanta. Här är två möjliga förklaringar på förleden i kommunens namn, ordet Kvinn:
1. Kvinn kan ha utvecklat sig från tvinn, som var det gamla namnet på älvarna Hattebergselva och Melselva som möts och flyter samman i Rosendal. Kommunvapnet till Kvinnherad symboliserar detta.
2. Kvinn kan komma av det fornnordiska ordet kvinde som betyder skydrag (tromb). Fenomenet är relativt vanligt förekommande i Kvinnheradsfjorden. Språkliga utvecklingslinjer talar emot detta, men man kan inte helt förkasta denna teori [3].

## Geografi
Den del av kommunen som ligger öster om Hardangerfjorden (ofta kallad "Fastlands-Kvinnherad") gränsar i norr mot Jondal kommun och i öster mot Odda kommun och Etne kommun. I söder skiljer sig Åkrafjorden och Skåneviksfjorden kommunen från andra kommuner. Den delen som ligger väster om Hardangerfjorden gränsar i norr mot Kvam kommun och väster mot Fusa kommun. Gränsen mot Tysnes kommun och Stords kommun skiljs av vatten.
Kommunen har en total areal på 1137 km². Största ön är Varaldsøy med en areal på 45,4 km². Den näst största ön är Halsnøy med 38 km², den tredje är Borgundøy med 11,1 km², den fjärde är Snilstveitøy med 6,6 km² och den femte är Fjelbergøy med 4,6 km².
Den inre delen av Kvinnherad är ett vilt och mäktigt bergslandskap som sträcker sig från Folgefonna (Norges tredje största glaciär) ut mot Hardangerfjorden. Bergssidorna är branta och formar stora u-dalar. Flera sjöar har sitt ursprung från rinnande vatten från glaciärerna uppe i bergen.
I den yttre delen av kommunen är bergen lägre, landskapet mer öppet och mindre kraftigt kuperat. Här är det ett myller av små sund och öar. Berggrunden är på Folgefonnhalvön för det mesta granit medan berggrunden i västra delen av kommunen har mer inslag av skiffer.

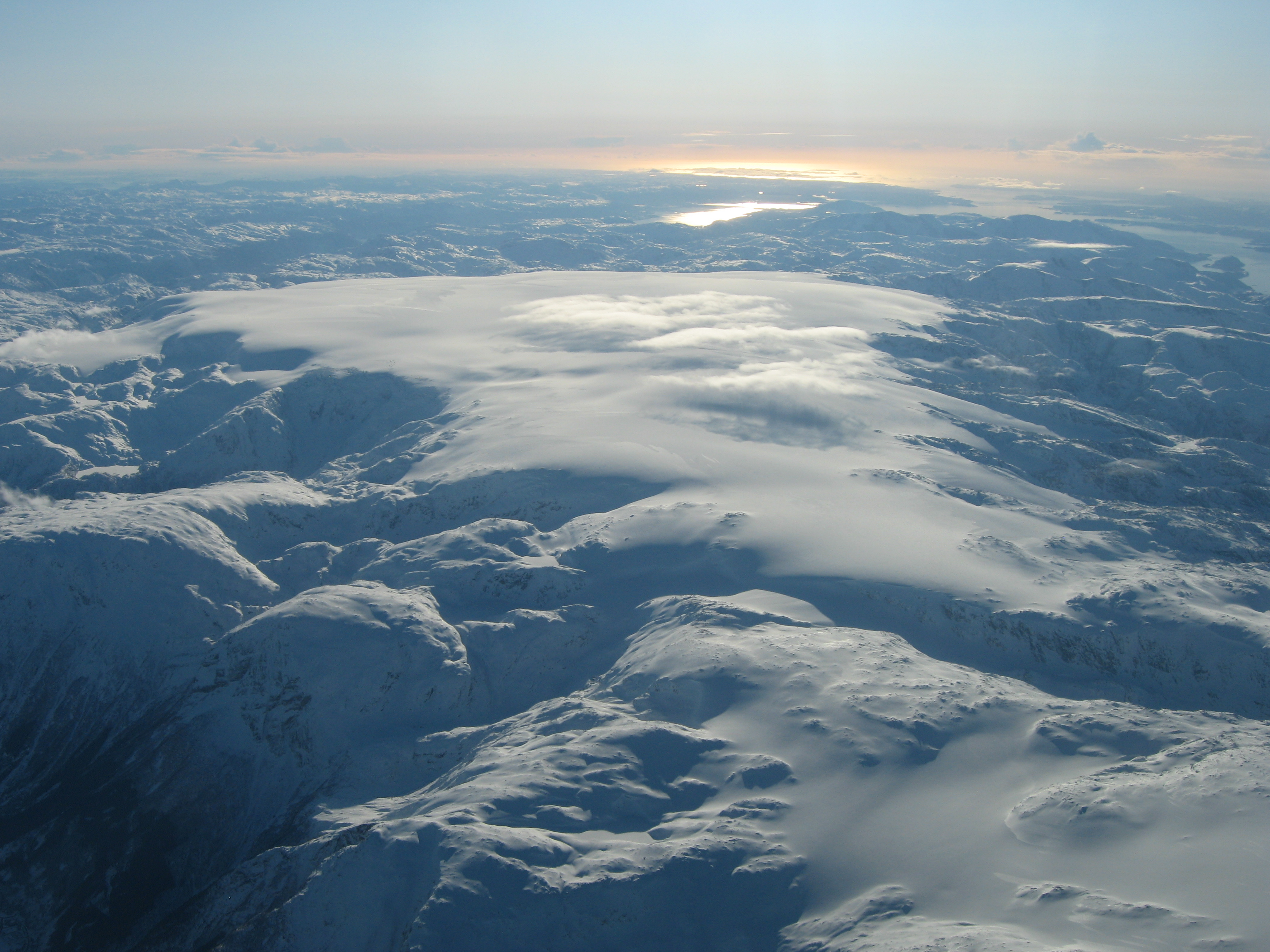
Folgefonna är med en höjd på 1662 m ö.h den högsta punkten i kommunen och Norges tredje största glaciär.

Den högsta punkten i kommunen är, med en höjd på 1662 m ö.h., glaciären Folgefonna. De högsta bergen är:
- Gygrastolen (1350 m ö.h.)
- Melderskin (1426 m ö.h.)
- Veranut (1222 m ö.h.)
- Blådalshorga (1302 m ö.h.)
- Englefjell (1200 m ö.h.)
- Ulvenåsa (1247 m ö.h.).

Kommunen har många populära laxälvar. De är Yreselva, Austrepollelva, Bondhuselva, Æneselva, Melselva, Hattebergselva, Guddalselva, Blåelva, Omvikdalselva och Uskedalselva. Man kan även fiska lax och öring i utloppet av Austrepollen och utloppet vid två vattenkraftverk i Matre och Furebergsfossen. 

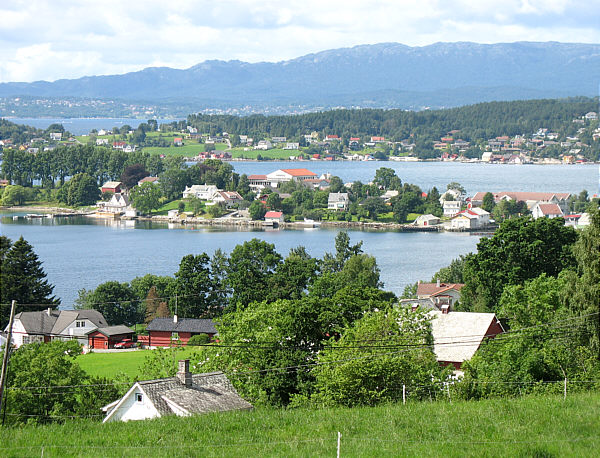
Halsnøy med Hardangerfjorden i bakgrunden.

## Arbets- och näringsliv
Näringslivet har traditionellt var starkt kopplat till havet med fiske, fiskeförädling och skeppsbygge. De största verksamheterna inom skeppsbygge är idag Umoe Scat Hardning och Eide Marine Services. Många verksamheter är också relaterade till oljeindustrin.
En nyare näring med anknytning till havet är fiskodling. Längs Kvinnherads kust har det etablerats stora anläggningar där man odlar lax. I lokalen intill den gamla konservfabriken finns idag ett av fylkets största laxslakterier, Vikingfjord AS. Också jordbruk och skogsbruk har länge varit viktiga näringar i Kvinnherad och är det än idag.
Kvinnherads kommun är en stor producent av elektricitet från vattenkraft. Vattenkraftverket som ligger i Matre är drivet av Sunnhordland Kraftlag med huvudkontor på Stord och vattenkraftverket i Mauranger är drivet av Statkraft.I Kvinnherad var vattenkraft avgörande efter att Sør-Norge Aluminium AS lagt ner sin verksamhet på Husnes
1962. På Husnes fanns det flera lediga lokaler och områden efter långa industritraditioner. 1965 sattes vattenkraftverket i drift och en stark ökning av befolkningen skedde. Samtidigt etablerades industrier med anknytning till aluminiumtillverkning.
Idag är det tennrelaterade näringar som ökar mest. Handeln på Husnes har explosivt växt under de senaste åren. 2009 öppnade Husnes köpcentrum som räknas som det största köpcentrumet i hela Sunnhordland. På Husnes finns det flera verksamheter som behandlar tenn. Även turismen är viktig för kommunen. Rosendal är den främsta turistmagneten, men turism är även viktigt i flera andra delar av kommunen.

## Orter

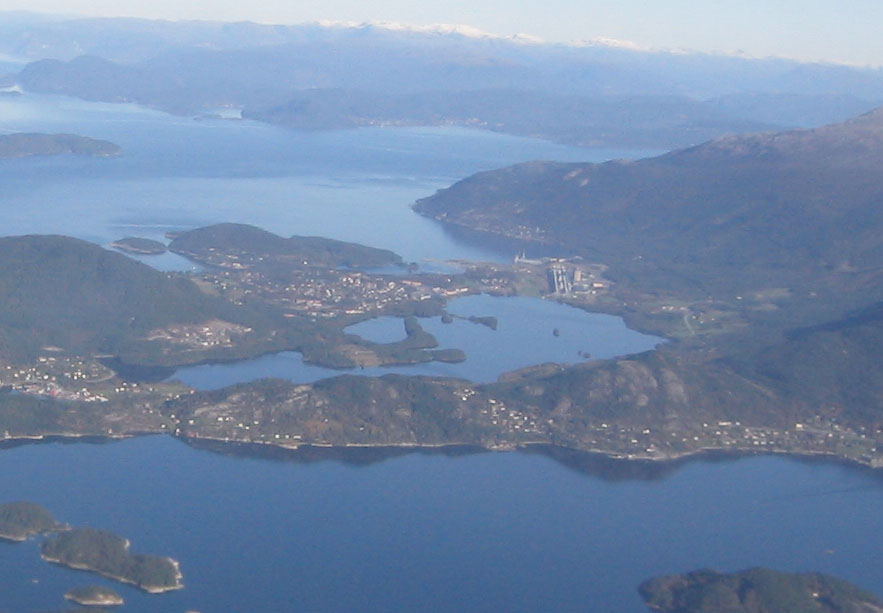
Husnes.

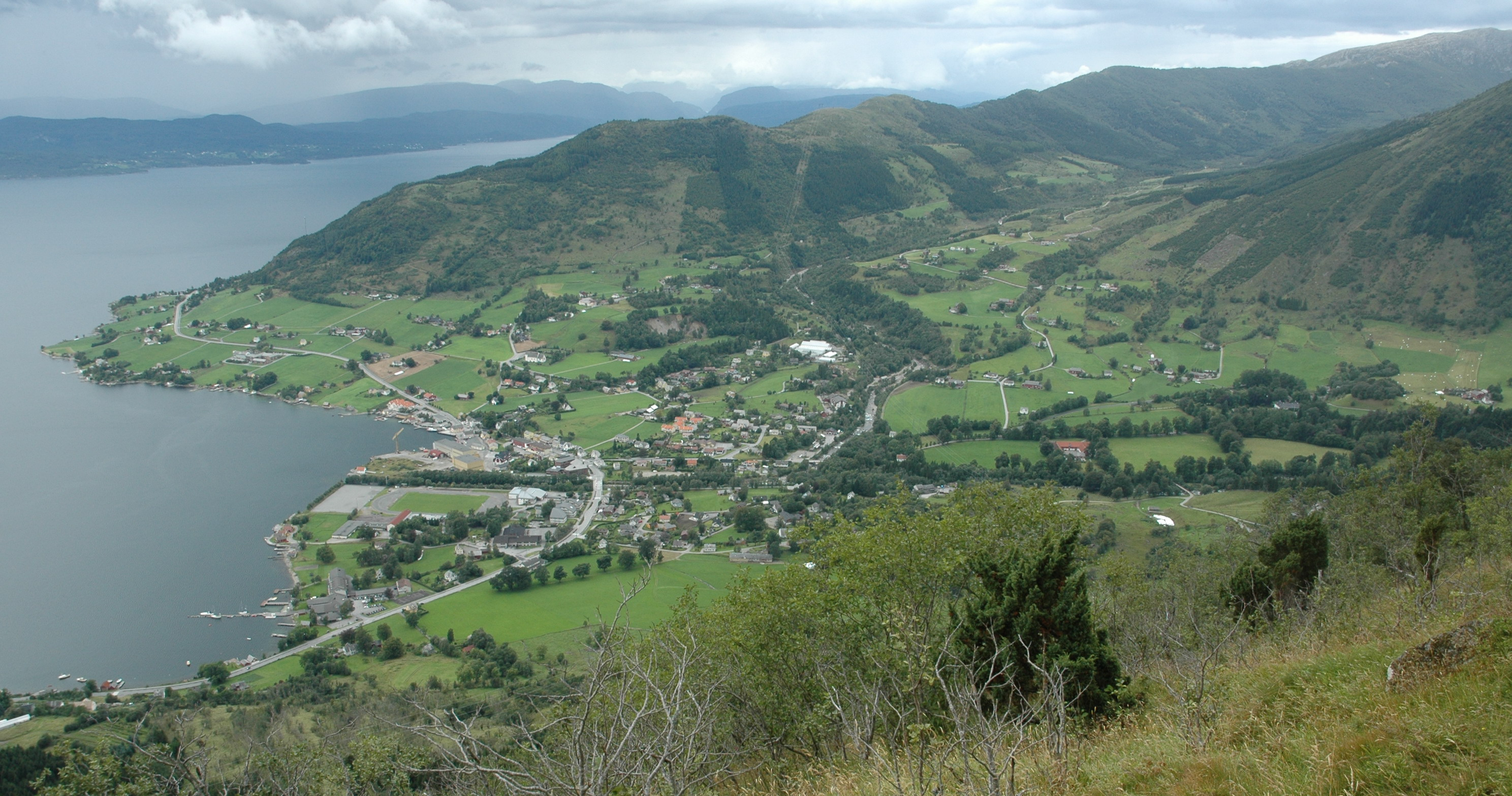
Rosendal.

### Tätorter
I Kvinnherads kommun finns nio tätorter:
- Dimmelsvik
- Eidsvik
- Herøysund
- Husnes
- Rosendal (centralort)
- Seimsfoss
- Sunde/Valen
- Sæbøvik
- Uskedal

Orten Gjermundshamn har tidigare räknats som en tätort men uppfyller inte längre kriterierna.

### Befolkning per ort
|                               | 2000  | 2009  | 2010  | 2011  |
| ----------------------------- | ----- | ----- | ----- | ----- |
| Ølve                          | 483   | 458   | 429   | 456   |
| Hatlestrand                   | 433   | 409   | 391   | 414   |
| Trå (Varaldsøy)               | 277   | 230   | 220   | 233   |
| Mauranger                     | 292   | 284   | 287   | 280   |
| Løfallstrand                  | 234   | 171   | 168   | 181   |
| Malmanger (Rosendal)          | 1105  | 1091  | 1112  | 1106  |
| Seglem (Seimsfoss)            | 392   | 361   | 345   | 348   |
| Omvikdalen                    | 716   | 703   | 699   | 725   |
| Uskedalen                     | 972   | 1027  | 1025  | 1028  |
| Bringedalsbygda               | 597   | 573   | 579   | 631   |
| Husnes                        | 2412  | 2500  | 2409  | 2490  |
| Sunde                         | 1199  | 1135  | 1147  | 1299  |
| Valen                         | 957   | 1000  | 1016  | 1108  |
| Skarveland (Sandvoll)         | 470   | 427   | 420   | 408   |
| Holmedal (Utåker)             | 195   | 198   | 184   | 190   |
| Matre                         | 91    | 82    | 73    | 78    |
| Baugstranda                   | 57    | 48    | 48    | 47    |
| Åkra                          | 185   | 190   | 188   | 193   |
| Sætre (Halsnøy kloster)       | 687   | 703   | 700   | 734   |
| Tofte (Sæbøvik)               | 797   | 708   | 689   | 724   |
| Hauge (Høylandsbygd)          | 417   | 366   | 367   | 363   |
| Fatland                       | 95    | 89    | 88    | 88    |
| Brekke (Fjelbergøy/Borgundøy) | 126   | 109   | 105   | 110   |
| Okänd bostadsadress           | 1     | 244   | 485   | 13    |
| Totalt                        | 13192 | 13106 | 13174 | 13247 |

## Socknar
Inom Norska kyrkan är Kvinnherads kommun sedan 2024 indelad i åtta socknar:
- Fjelberg og Eids socken
- Husnes og Holmedals socken
- Kvinnherads socken
- Uskedalens socken
- Varaldsøy socken
- Åkra socken
- Ænes socken
- Ølve og Hatlestrands socken

Socknarna ingår i Sunnhordlands prosteri i Bjørgvins stift.

## Politik

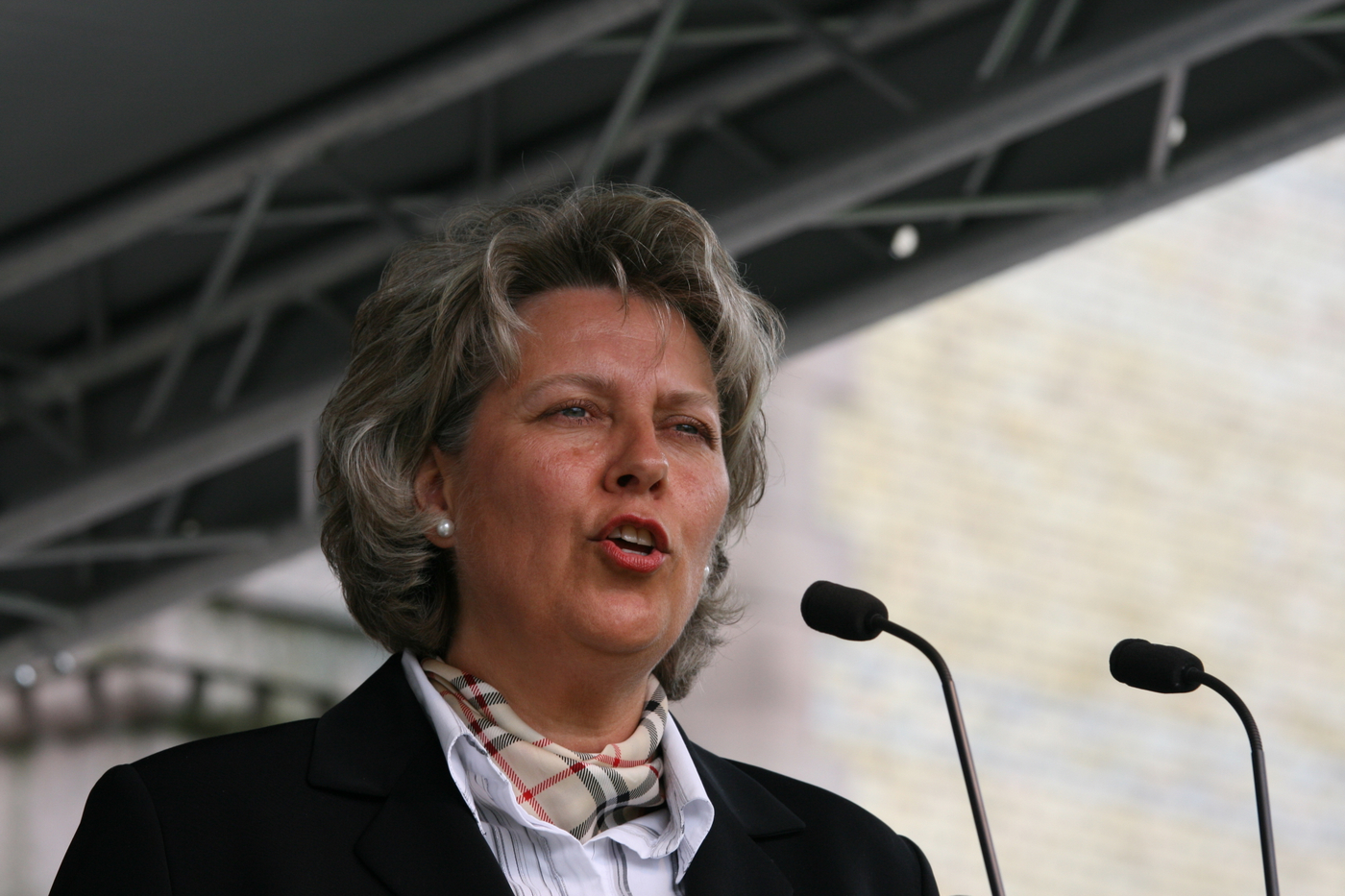
Synnøve Solbakken,
borgmästare 2007 – 2015.

Kvinnherad Kommunfullmäktige består av 35 mandat. Dessa har valts in i perioden (2011-2015). Nedan visar resultatet för kommunalvalet 2011:
- Høgre 11
- Arbeidarpartiet 10 (1 vid övergång från Innbyggjarpartiet)
- Fremskrittspartiet 5
- Kristeleg Folkeparti 3
- Venstre 2
- Senterpartiet 2
- Sosialistisk Venstreparti 1
- Oberoende 1 (vid övergång från Senterpartiet)
- Innbyggjarpartiet 0

Efter valet 2011 bildade Arbeidarpartiet, Fremskrittspartiet, Venstre och den oberoende mandaten en koalition. Tillsammans har de 18 mandat vilket ger dem en majoritet.
Synnøve Solbakken (Ap) är ordförare och Elisabeth Eide Tharaldsen (Frp) som viceordförande.

### Borgmästare (ordförare) i Kvinnherads kommun
- 1995 – 2003: Aksel Kloster (Arbeidarpartiet)
- 2003 – 2007: Bjarne Berge (Tvärpolitisk samlingslista)
- 2007 – 2015: Synnøve Solbakken (Arbeidarpartiet)
- 2015 – ____: Peder Sjo Slettebø (Høgre)

## Kultur

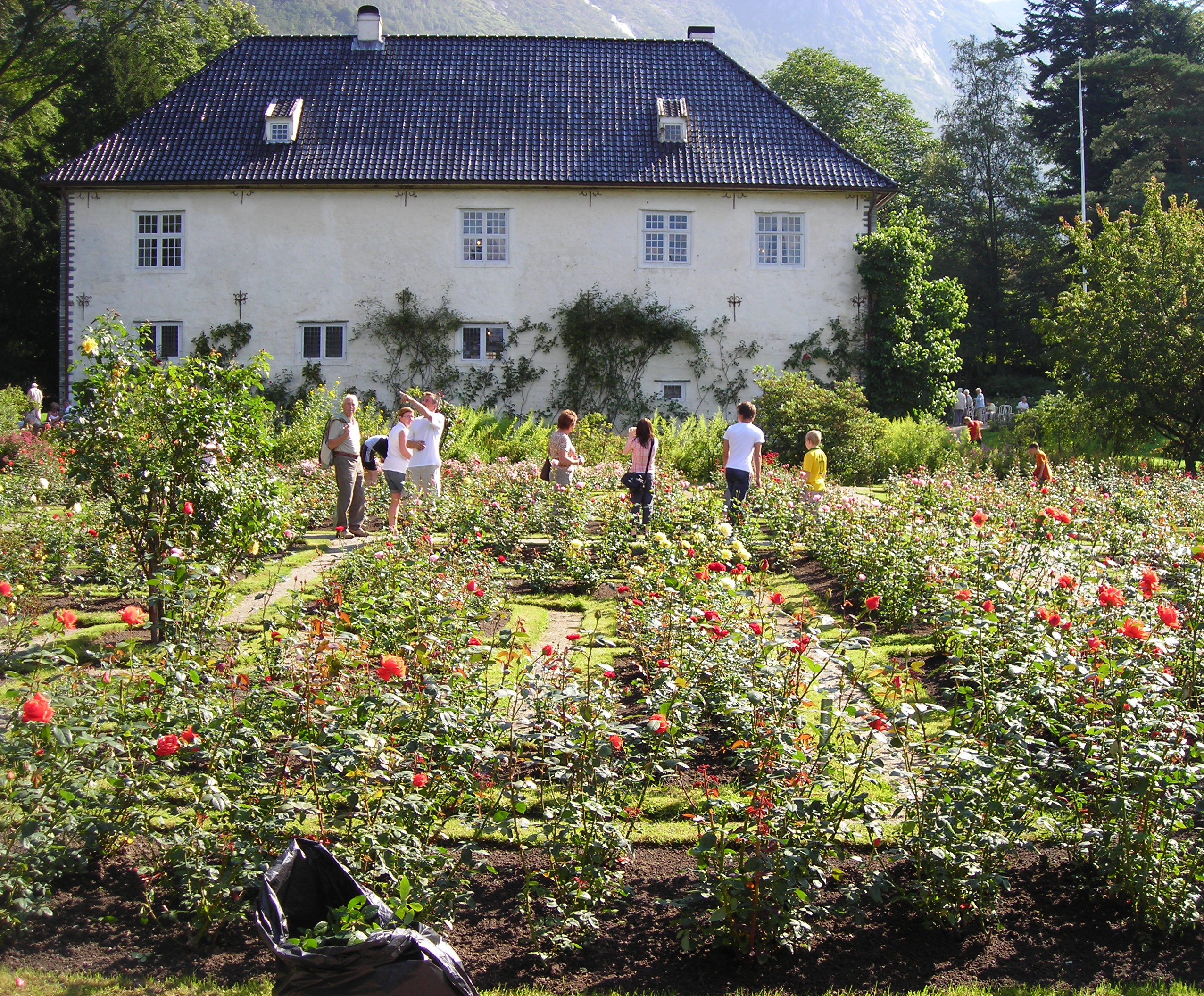
Baroniet Rosendal med den stora roshagen i framgrunden.

Kulturaktiviteten är stor och varierande året runt. De många festivalerna lockar stora mängder med folk, både lokalt och utifrån.
Baroniet Rosendal har en hög aktivitetsnivå i turistsäsongen med konserter, föredrag och teaterframställningar vid museet. Även vid Halsnøy kloster anordnas det konserter, konstutställningar och andra aktiviteter. På Husnes ligger officersbostaden Undarheim gård från 1824. Den köptes och resaturerades av Sør-Norge Aluminium AS och här anordnas det utställningar och konserter.
Galleri Guddal i Rosendal har ofta konstutställningar med både lokala och nationella konstnärer.

### Tidningar
I Kvinnherads kommun finns det två stycken lokaltidningar, Kvinnheringen med huvudkontor på Husnes och Grenda med huvudkontor i Rosendal. Bägge tidningarna skrivs på nynorska. Kvinnheringen kommer ut på måndagar, onsdagar och fredagar och hade 2009 en utgåva på 4502 nummer per dag. Grenda kommer ut på tisdagar, torsdagar och lördagar och hade en utgåva på 2515 tidningar per dag. Bägge tidningarna är främst papperstidningar men både har en nätutgåva. Särskilt Kvinnheringen koncentrerar sig på sin nätutgåva. Andra regionala tidningar är Bergens Tidende, Bladet Sunnhordland, Haugesunds Avis och Hardanger folkeblad.

## Kommunikationer

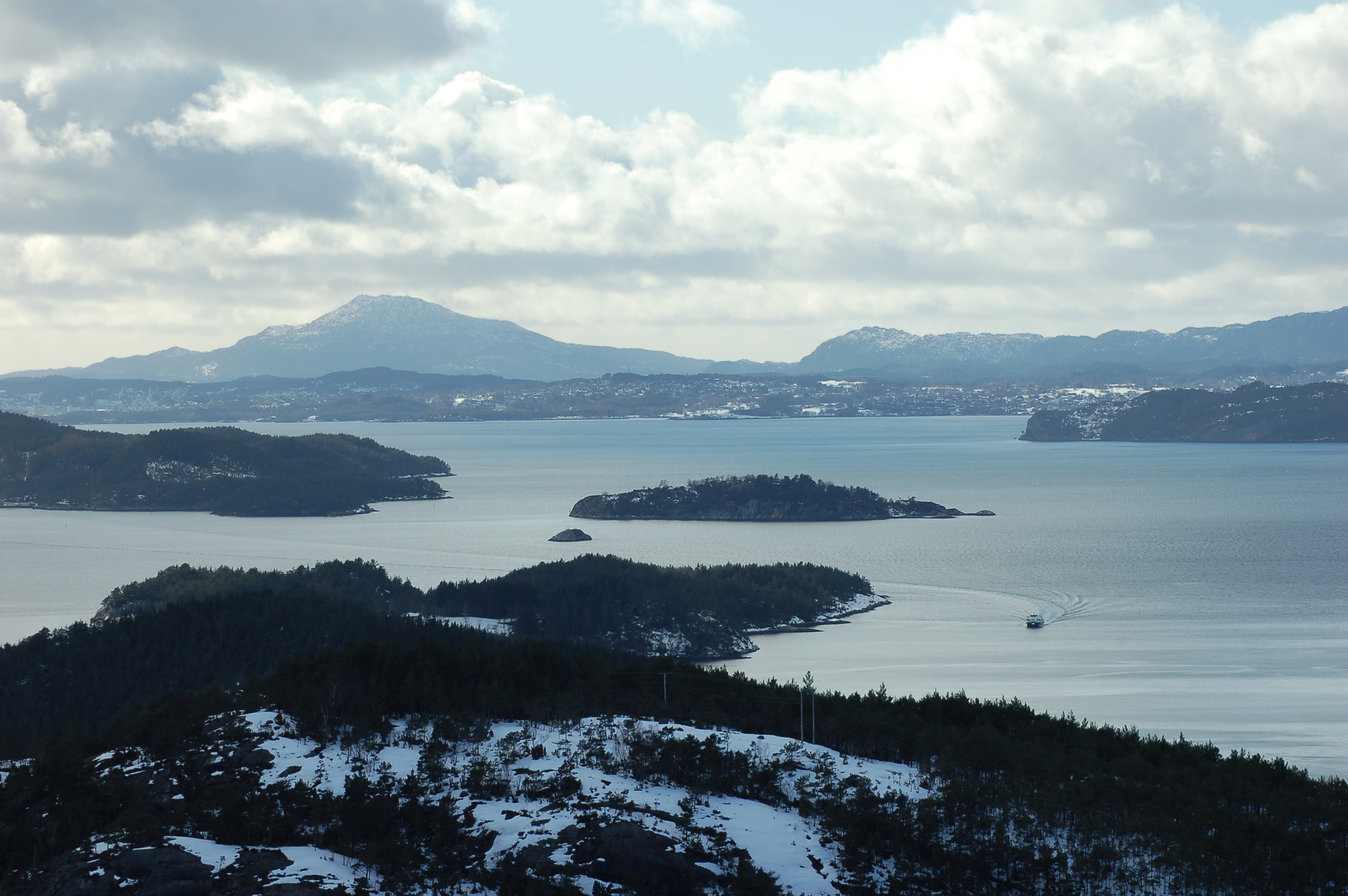
Kvinnherad har länge varit beroende av sjötransport. På bilden ses en snabbfärja på väg in mot Sunde. Till vänster ses en bit av Halsnøy, där färjehamnen Ranavik ligger. Bakom Halsnøy ser vi ön Stord med den stora trafikknutpunkten Leirvik.

Kvinnherad var tidigare, med undantag av Ølve och Hatlestrand, helt beroende av båt- och färjetransport till omvärlden. Då Folgefonntunnelen mot Odda öppnades 2001 fick merparten av kommunen en vägförbindelse mot fastlandet mot öster och norr. Folgefonntunnelen är en del av fylkesväg 49 mellan Austrepollen i Kvinnherads kommun och Eitrheim i Ullensvangs kommun. Tunneln är 11 137 meter lång och är Norges tredje längsta vägtunnel.
I mars 2008 fick Halsnøy en fast vägförbindelse med fastlandet via en underjordisk tunnel till Sunde i Sunnhordland. Halsnøytunnelen är en del av fylkesväg 500 och är 4120 meter lång och är på sina djupaste ställen 135,5 meter under havet.
Hösten 2009 påbörjades bygget av den 10 400 meter långa Jondalstunnelen mellan Nordrepollen i Kvinnherads kommun och Torsnes i Ullensvangs kommun. Tunneln är en del av fylkesväg 49 och tillsammans med Folgefonntunneln knyter de samman de båda kommunerna Kvinnherad och Ullensvang. Jondalstunnelen stod färdig i september 2012.
Trots dessa stora tunnelprojekt är kommunen fortfarande beroende av färjelinjer i väster och söder. Från Årsnes går det färjor till Varaldsøy och Gjermundshamn som bägge ligger inom Kvinnherads kommun. Från Ranavik på Halsnøy går det färja till Skjersholmane på ön Stord. I söder går det färja från Utåker och Matre till Skånevik i Etne kommun. Öarna Fjelbergøy och Burgundøy har färjeförbindelse med Utbjoa i Vindafjords kommun, till Sydnes på ön Halsnøy och till Skjersholmane på ön Stord.
Det går det snabbfärja mellan Rosendal och Bergen och mellan Sunde, Ranavik och Leirvik. På vardagar går det också snabbfärja mellan Fjelbergøy, Borgundøy och Leirvik. Från Leirvik går det sedan snabbfärja mot Bergen i norr och mot Haugesund och Stavanger i söder. På vissa avgångar är kustbussen ett alternativ till snabbfärjan.

## Dialekt och skriftspråk
Kvinnheradsdialekten, eller kvinnhersmålet, har stora likheter med andra dialekter på södra delen av Vestlandet och med dialekter i Sunnhordland, men vissa drag är speciella just för Kvinnherad.
- Dialekten är ett utpräglat a-mål med a-ändelser i infinitiv (å bera) istället för det vanliga å bere och ett antal andra ordformer
- Samma gäller med o-ändelser i många feminina ord (jento, solo) och neutrum (skipo, huso).
- I många ord uttalas det ett d före ändelsen, kådn (korn), bådn (born), fjedl (fjell), å fidna (å finna).

Dialekterna börjar suddas ut och omfattande regionalisering pågår, där dialekter från större orter som Bergen och Haugesund börjar ersätta de gamla dialekterna i bygderna. Framför allt i Husnes, där man har haft en stor inflyttning från andra delar av landet, har den gamla dialekten i det närmast försvunnit. Trots att nedgången av dialekten talas den fortfarande av många, däribland många unga.
Nynorska är det officiella administrations- och utbildningsspråket i Kvinnherad och har en stark ställning bland folket. De två lokaltidningarna skriver på nynorska och många privata organisationer använder sig av nynorska. Sør-Norge Aluminium AS använde sig under de första åren av bokmål men har allt mer börjat använda nynorska. Även det stora köpcentrumet i Husnes, som lockar till sig kunder från hela fylket, har valt att använda nynorska.

## Vänskapskommuner
Kvinnherads kommun har tre vänskapskommuner:
- Helsinge kommun, Själland.
- Alvesta kommun, Småland.
- San Lucas Tolimán, Sololà.

## Kända personer

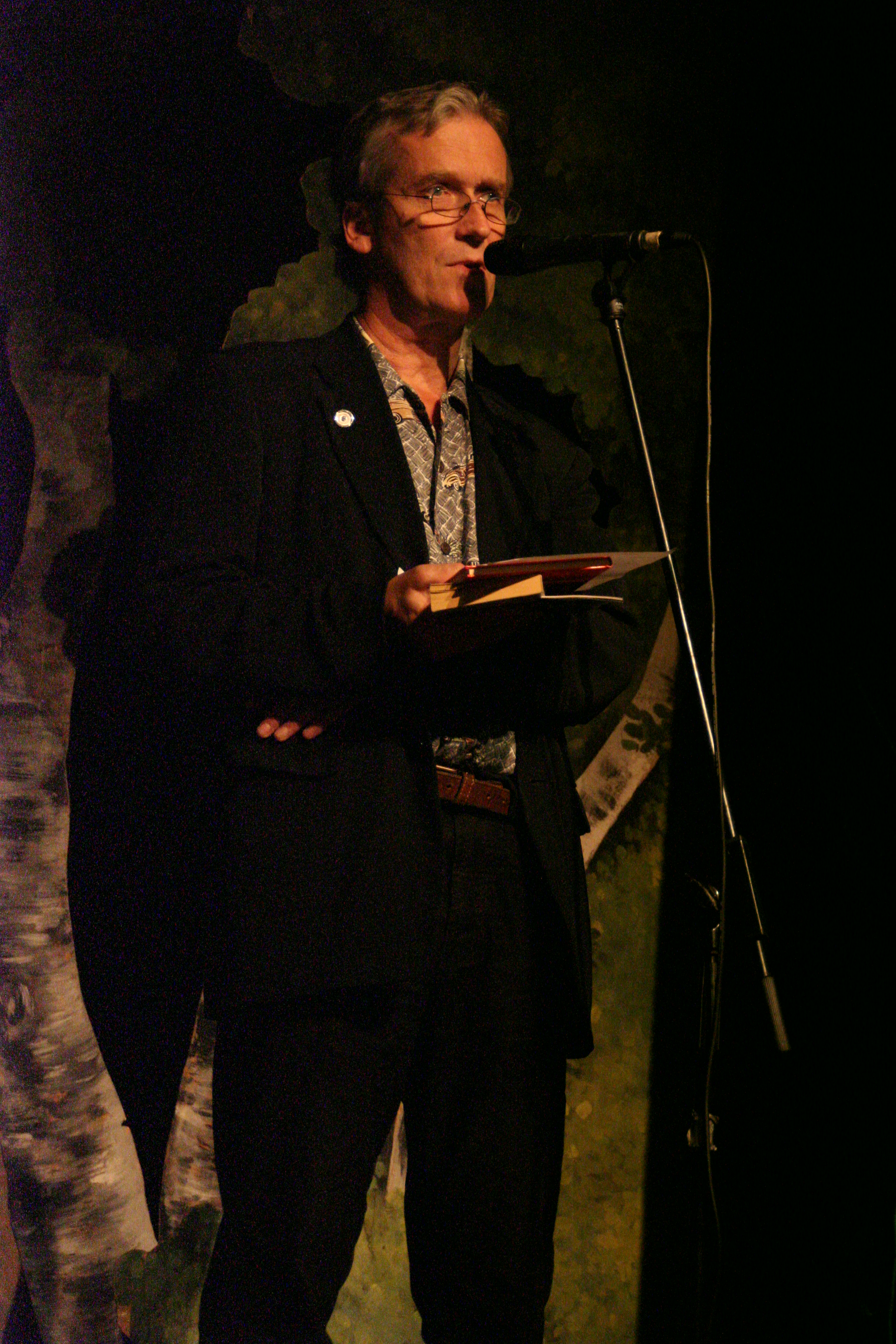
Ragnar Hovland 2006.

- Jens Tvedt (1857-1935), författare
- Ragnvald Vaage (1889-1966), författare
- Ida Drangsholt (1892-1965), författare
- Åshild Ulstrup (1934-), programregissör i NRK Radio, författare
- Alf Ertsland (1946-), Konstnär
- Hans Sande (1946-), författare, Konstnär
- Per Olav Kaldestad (1947-), författare
- Aksel Kloster (1948-2006), politiker, ordförare i Kvinnherad kommun 1995-2003
- Ingvard Martin Havnen (1951-), ämbetsman, diplomat, journalist
- Ragnar Hovland (1952-), författare
- Lars Amund Vaage (1952-), författare
- Knut Vaage (1961-), komponist
- Matti Røssland (1966-), musiker
- Kirsten Melkevik Otterbu (1970-), långdistanslöpare
- Kjetil Kausland (1972-), konstnär
- Asbjørn Slettemark (1975-), musikjournalist, programledare
- Endre Hellestveit (1976-), skådespelare
- Steinar Taarn Sande (1979-), skådespelare
- Rune Solheim (1976-), trummare i Kaizers Orchestra
- Kjetil Melkersen (1966-), gitarrist i Uncle Sam's Wig-Wam Party, Rambelins m.fl.
- Morten Hjøllo (–) vokalist och gitarrist i Hjøllo Band och Divin' Ducks
- Erlend Bratland (1991-), Artist
- Per Olav Alvestad (1980-), programledare